# اسکای بلو اف‌سی

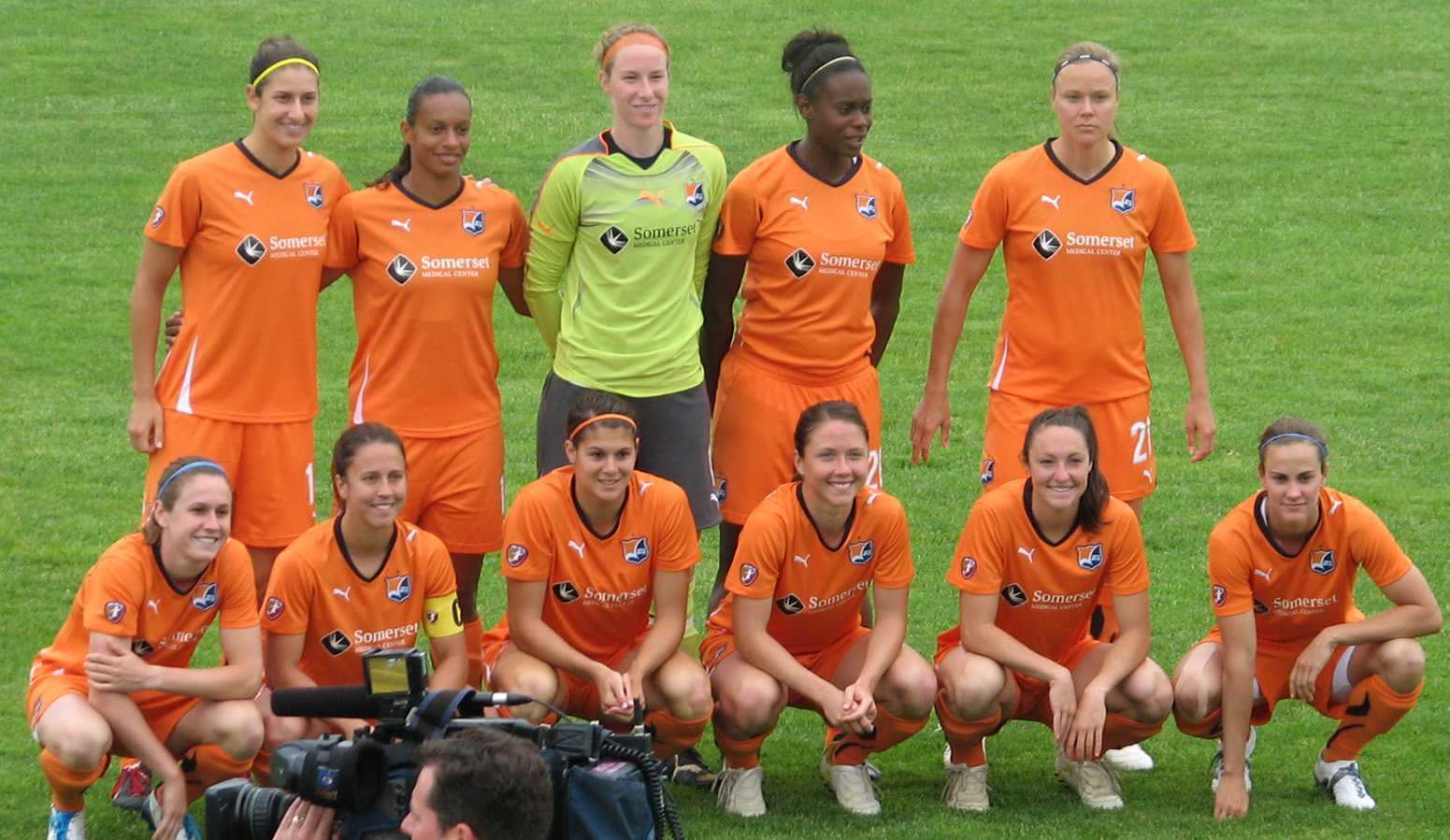

اسکای بلو اف سی (به انگلیسی:Sky Blue FC) یکی از باشگاه‌های حرفه‌ای فوتبال زنان در آمریکا است.
این تیم واقع در شهر پیسکاتاوی است و خانه آن ورزشگاه یورکک فیلد در دانشگاه راتگرز است.
همچنین این تیم یکی از اعضای لیگ ملی فوتبال زنان است.